# Великі Ключі (Нижньогородська область)
Великі Ключі (рос. Большие Ключи) — присілок в Воскресенському районі Нижньогородської області Російської Федерації.
Населення становить 24 особи. Входить до складу муніципального утворення Владимирська сільрада.

## Історія
Від 2009 року входить до складу муніципального утворення Владимирська сільрада.

## Населення
| 1999 | 2002 | 2010 |
| ---- | ---- | ---- |
| 44   | ↘36  | ↘24  |